# Peter Radacher (Skisportler, 1910)

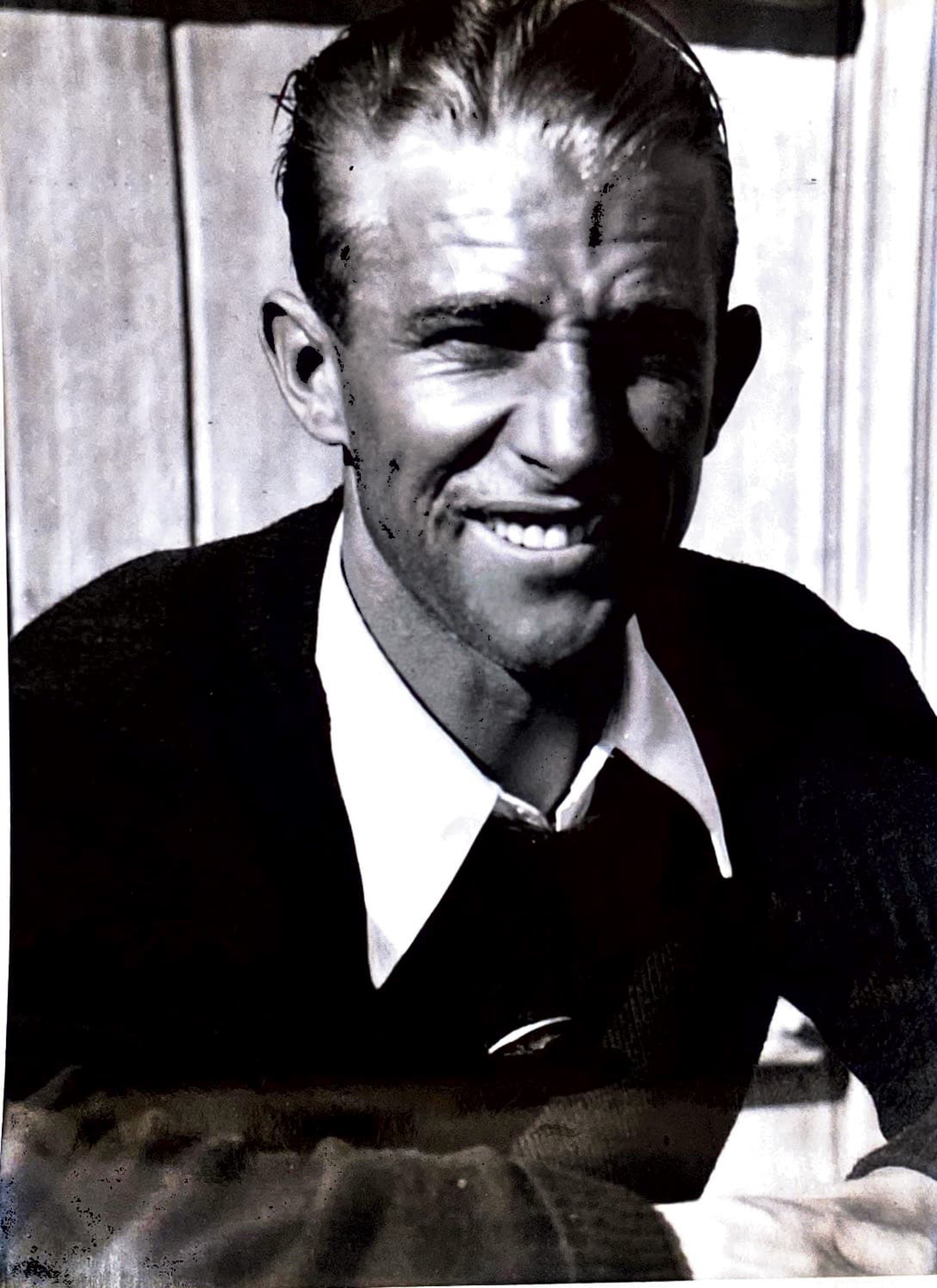
Peter Radacher

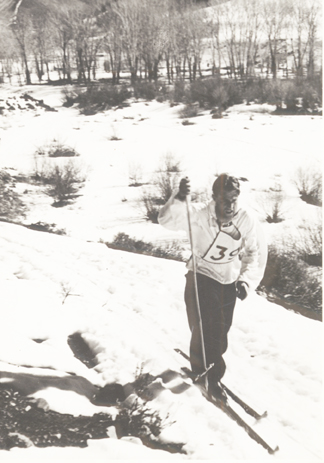

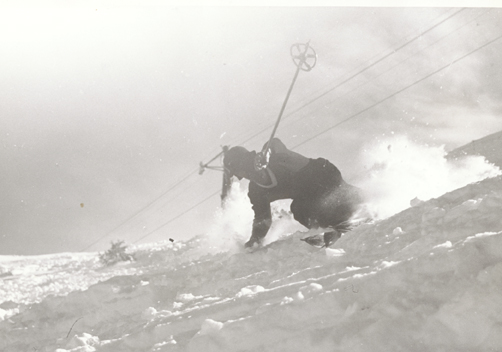

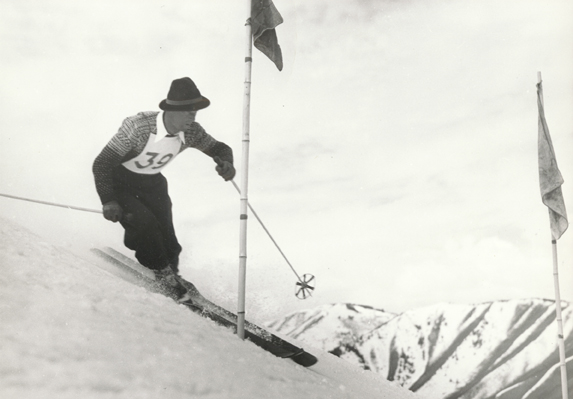

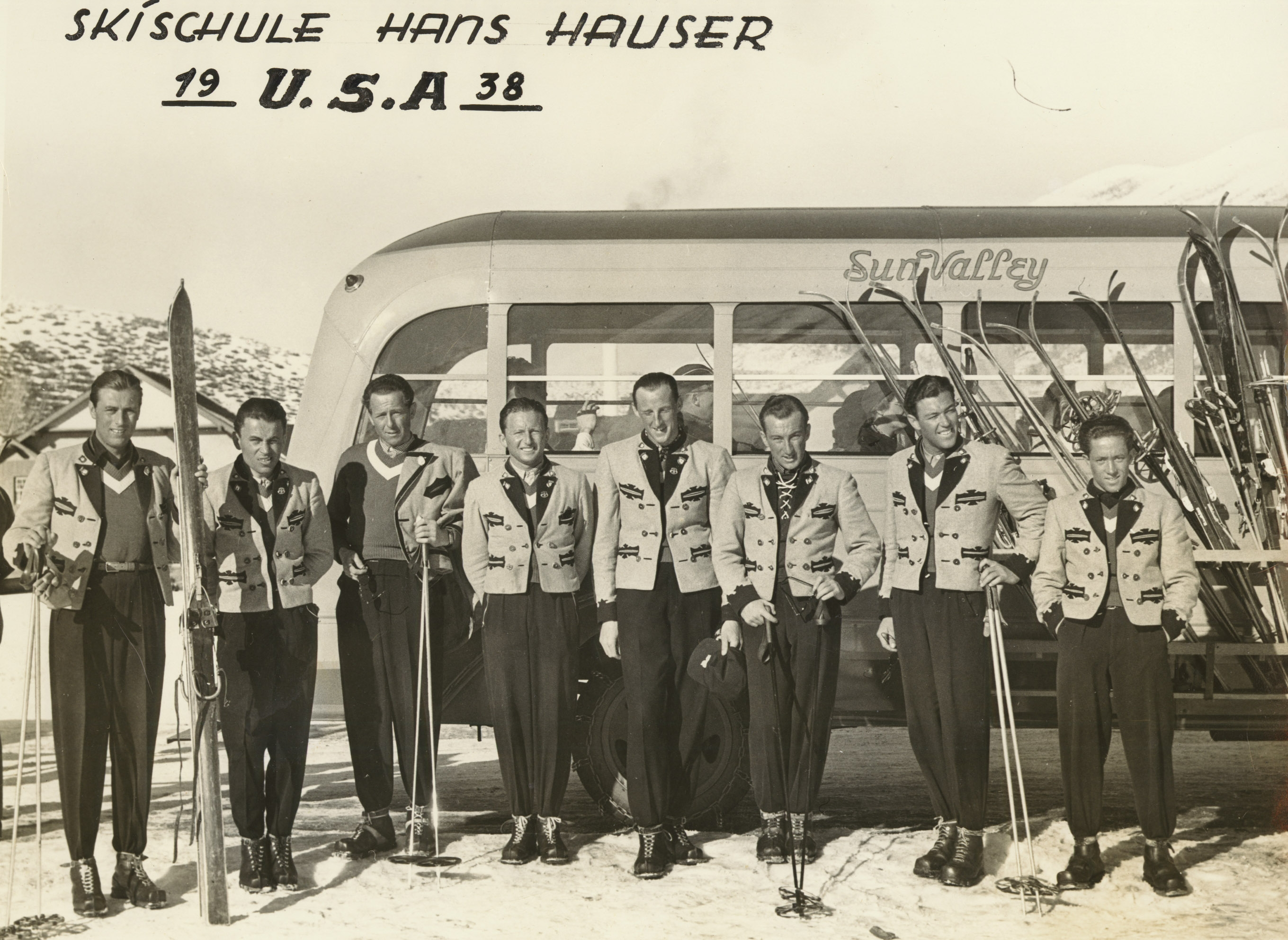

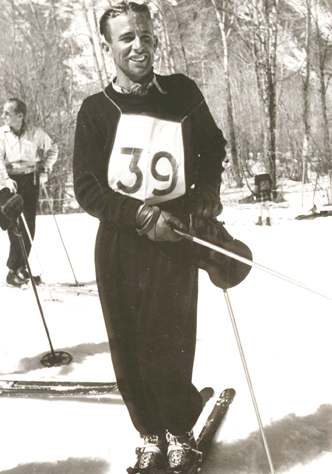

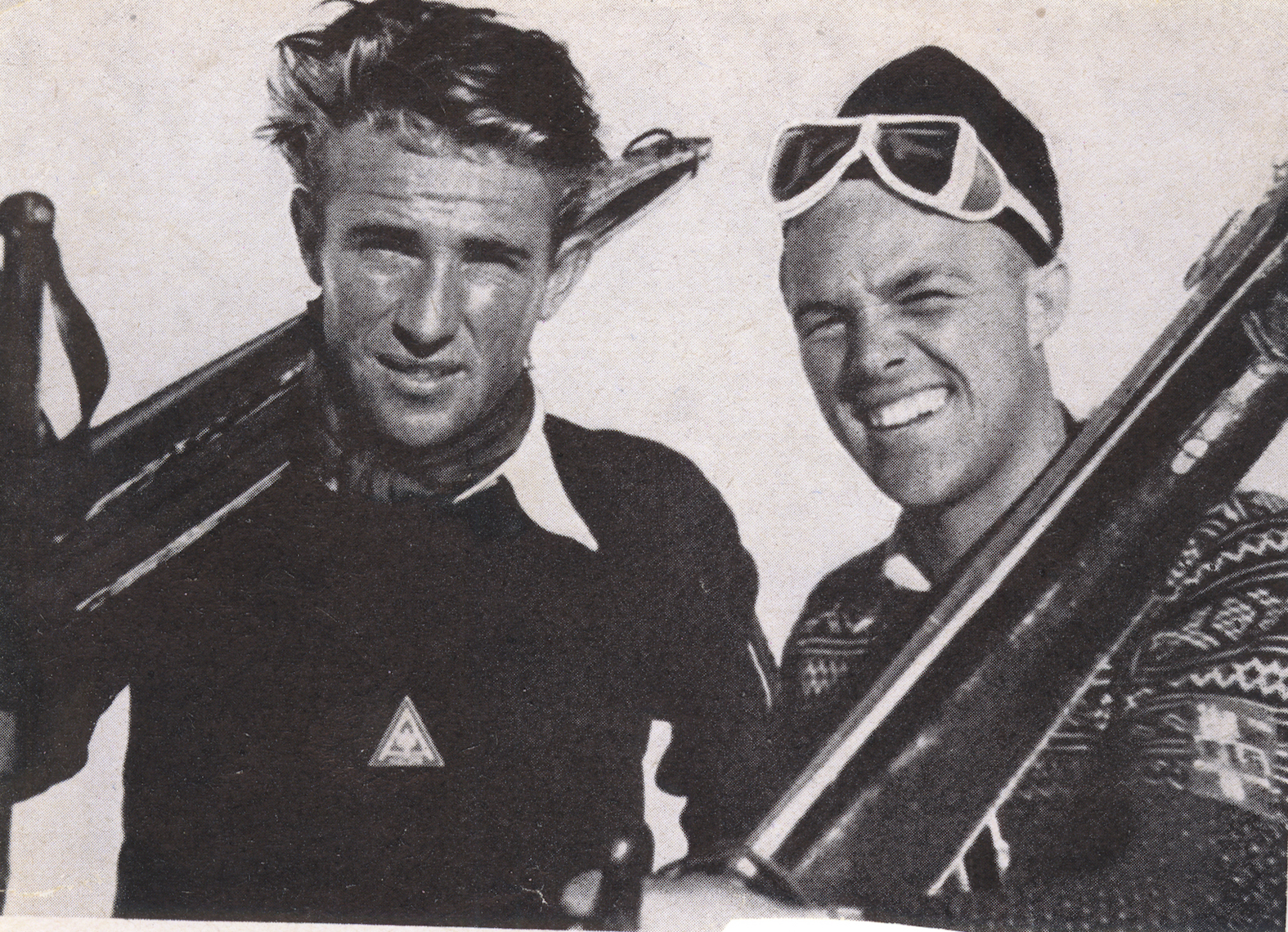

Peter Radacher, genannt „der Taxenbacher“ (* 25. September 1910 in Taxenbach, Salzburg; † 1. Juni 2006 in Zell am See), war ein österreichischer Skipionier mit zahlreichen in- und ausländischen Erfolgen.
Er war Sieger des Harriman Cups, welcher in Sun Valley, Idaho, USA ausgetragen wurde, so wie Sieger des Silver Ski’s am Mount Rainier in der Nähe von Seattle. Sein damals erzielter Streckenrekord ist bis heute ungebrochen. Seit 1950 war er in Zell am See im Tourismus tätig. Er erbaute 1953 die allseits bekannte Breiteckalm auf der Schmittenhöhe. Bis ins hohe Alter von 94 Jahren war er als Skilehrer tätig.